# Cá trắm cỏ
Cá trắm cỏ (danh pháp hai phần: Ctenopharyngodon idella) là một loài cá thuộc họ Cá chép (Cyprinidae), loài duy nhất của chi Ctenopharyngodon. Cá lớn có thể dài tới 1,5 mét, nặng 45 kg và sống tới 21 năm.

## Đặc điểm nhận dạng
Thân cá trắm cỏ thon dài và có dạng hình trụ, bụng tròn, thót lại ở gần đuôi; chiều dài lớn gấp 3,6-4,3 lần chiều cao của thân và gấp 3,8-4,4 lần của chiều dài đầu; chiều dài của đuôi lớn hơn chiều rộng của nó; đầu trung bình; miệng rộng và có dạng hình cung; hàm trên dài rộng hơn hàm dưới, phần cuối của nó có thể sát xuống phía dưới mắt; không có xúc tu; các nếp mang ngắn và thưa thớt (15-19); vảy lớn và có dạng hình tròn. Hậu môn gần với vây hậu môn; màu cơ thể: phần hông màu vàng lục nhạt, phần lưng màu nâu sẫm; bụng màu trắng xám nhạt.

## Phân bố
- Môi trường: Nước ngọt; độ sâu sinh sống từ 0 đến 30 m trong các sông, ao hồ và trong các ao nuôi nhân tạo. Chúng sinh sống ở tầng nước giữa và thấp, ưa nước sạch.
- Nhiệt độ: 0 - 35 °C
- Vĩ độ: 65°bắc - 25°nam

Có thể nuôi cá trắm cỏ trong các ao thâm canh và bán thâm canh, cũng như trong các lồng hay bè nuôi nhân tạo.

### Các khu vực sản xuất chính
Theo trang Web của FAO (Xem Liên kết ngoài), năm 2002 có 39 quốc gia và khu vực báo cáo với FAO về việc chăn nuôi cá trắm cỏ nhưng chỉ có 8 quốc gia (Bangladesh, Trung Quốc, Đài Loan, Ai Cập, Ấn Độ, Iran, Lào, và Malaysia) thông báo có sản lượng lớn hơn 1.000 tấn.
Trung Quốc là nhà sản xuất lớn nhất (3.419.593 tấn năm 2002, khoảng 95,7% tổng sản lượng toàn cầu).

## Sinh sản
Trong điều kiện tự nhiên, cá trắm cỏ là loại cá bán di cư. Đến mùa sinh sản chúng di cư lên đầu nguồn các con sông để đẻ. Nước chảy và sự thay đổi mực nước là các điều kiện môi trường thiết yếu để kích thích cá đẻ tự nhiên. Trong điều kiện nhân tạo, việc đẻ trứng phải nhờ tới sự tiêm hoóc môn sinh dục (như LRH-A chiết từ não thùy cá mè chẳng hạn) cũng như tạo ra sự chuyển động của nước trong các khu vực nuôi cá sinh sản là các bể đẻ bằng xi măng đường kính 6-10 mét, mực nước sâu 2 mét. Cá đạt đến độ tuổi trưởng thành có khả năng sinh đẻ sau 4-5 năm. Trứng cá tự nhiên cũng là một nguồn để sản xuất cá giống hoặc để duy trì và cải tạo gen.

## Thức ăn
Chủ yếu là các loại cỏ, rong và động vật phù du như tôm, tép, ấu trùng cá v.v. Trong điều kiện chăn nuôi nhân tạo, cá trắm cỏ có thể ăn các loại thức ăn nhân tạo (sản phẩm phụ của việc chế biến ngũ cốc như cám hay thức ăn viên chẳng hạn).

## Bệnh và điều trị
| Bệnh                                      | Tác nhân                                                              | Loại                                    | Triệu chứng | Biện pháp |
| ----------------------------------------- | --------------------------------------------------------------------- | --------------------------------------- | --- | --- |
| Xuất huyết                                | Reovirus (GCRV)                                                       | Virus                                   | Cơ đỏ do xuất huyết; vây đỏ; nắp mang đỏ và viêm ruột; tỷ lệ chết cao (30-50% cá nhiễm trùng) | Tiêm vắcxin; khử trùng cá giống và môi trường nuôi bằng các hợp chất chứa clo, vôi và thuốc tím; đại hoàng (Rheum officinale); lá sau sau Đài Loan (Liquidambar taiwaniana); hoàng bá (Phellodendron spp.) và hoàng cầm (Scutellaria baicalensis).                                          |
| Nhiễm độc máu do vi khuẩn                 | Aeromonas sobria; Aeromonas hydrophila; Yersinia ruckerri; Vibrio sp. | Vi khuẩn                                | Sung huyết tại các vị trí khác nhau của thân, chẳng hạn như hàm, khoang miệng, nắp mang, gốc vây và toàn thân khi nghiêm trọng; lồi nhãn cầu; hậu môn sưng; trương bụng; vảy cương cứng; mang cá thối rữa và giảm ăn v.v; tỷ lệ chết cao | Khử trùng cá và môi trường nuôi bằng vôi và thuốc tím (KMnO4). |
| Nhiễm khuẩn đường ruột                    | Aeromonas punctata f. intestinalis                                    | Vi khuẩn                                | Đốm đỏ trên bụng; viêm ruột; hậu môn đỏ và sưng; bụng trướng và bỏ ăn | Khử trùng môi trường nuôi bằng bột tẩy (chloride vôi) và vôi; sulfaguanidin và furazolidon; các loại thảo dược (tỏi (Allium sativum), cỏ sữa lá nhỏ (Euphorbia humifusa), tai tượng Úc (Acalypha australis), răm nước (Polygonum hydropiper) và xuyên tâm liên (Andrographis paniculata).). |
| Thối mang do vi khuẩn                     | Myxococcus piscicola                                                  | Vi khuẩn                                | Thối các sợi mang; sung huyết màng trong của nắp mang; các phần nhỏ tròn trong suốt trên nắp mang và sợi mang gắn với bùn | Tắm rửa cá trong nước có nồng độ muối 2-2,5%; khử trùng ao bằng vôi và các hợp chất chứa clo; các loại thảo dược như ngũ bội tử, sòi (Sapium sebiferum) và đại hoàng; furazolidon. |
| Bệnh da đỏ                                | Pseudomonas fluorescens                                               | Vi khuẩn                                | Xuất huyết ngoài và viêm sưng; mất vảy; sung huyết vây và thối các tia vây | Tiếp xúc cẩn thận khi vận chuyển và cung cấp; khử trùng ao nuôi bằng bột tẩy; sulfathiazol; ngũ bội tử. |
| Nhiễm sán dây ký sinh                     | Bothriocephalus sp.                                                   | Sán dây                                 | Sức khỏe suy sụp; giảm ăn; há miệng; tỷ lệ chết rất cao | Khử trùng ao nuôi bằng vôi và Dipterex; hạt bí ngô (Cucurbita spp.) thông qua cho ăn có tẩm thuốc. |
| Dactylogyriasis                           | Dactylogyrus sp.                                                      | Giun sán                                | Suy sụp sức khỏe; màu thân sẫm; bơi chậm; giảm ăn và khó thở | Rắc vôi và Dipterex vào ao; ngâm cá vào dung dịch chứa Dipterex hay thuốc tím. |
| Lở loét do I. multifiliis                 | Ichthyophthirius multifiliis                                          | Động vật nguyên sinh (Protozoa) ký sinh | Gắn liền với da và sợi mang; tạo thành túi màu trắng trên bề mặt cơ thể; tỷ lệ chết cao | Khử trùng ao nuôi kỹ bằng vôi; nitrat thủy ngân (hiện nay bị cấm); lam Malachit Cu3[OH\|CO3]2 (ít hiệu quả). |
| Nhiễm ký sinh bởi nhóm động vật chân kiếm | Sinergasilus (cái)                                                    | Động vật chân kiếm                      | Khó thở; tổn thương mang; viêm sưng và thối sợi mang; xoay tròn điên dại trên mặt nước và chết do kiệt sức | Khử trùng ao bằng vôi; rắc Dipterex hay sulfat sắt (II) hoặc sulfat đồng. |